# Conargo
Conargo is een plaats in de Australische deelstaat New South Wales en telt 95 inwoners (2006).